# Дембяни (Кентшинський повіт)
Дембяни (пол. Dębiany) — село в Польщі, у гміні Барцяни Кентшинського повіту Вармінсько-Мазурського воєводства.
Населення — 90 осіб (2011).
У 1975-1998 роках село належало до Ольштинського воєводства.

## Демографія
Демографічна структура станом на 31 березня 2011 року:
|          | Загалом | Допрацездатний вік | Працездатний вік | Постпрацездатний вік |
| -------- | ------- | ------------------ | ---------------- | -------------------- |
| Чоловіки | 51      | 16                 | 33               | 2                    |
| Жінки    | 39      | 6                  | 29               | 4                    |
| Разом    | 90      | 22                 | 62               | 6                    |